# Ophiochiton bispinosus
Ophiochiton bispinosus är en ormstjärneart som beskrevs av Jean Baptiste François René Koehler 1904. Ophiochiton bispinosus ingår i släktet Ophiochiton och familjen Ophiochitonidae. Inga underarter finns listade i Catalogue of Life.